# Leszek Błaszczyk

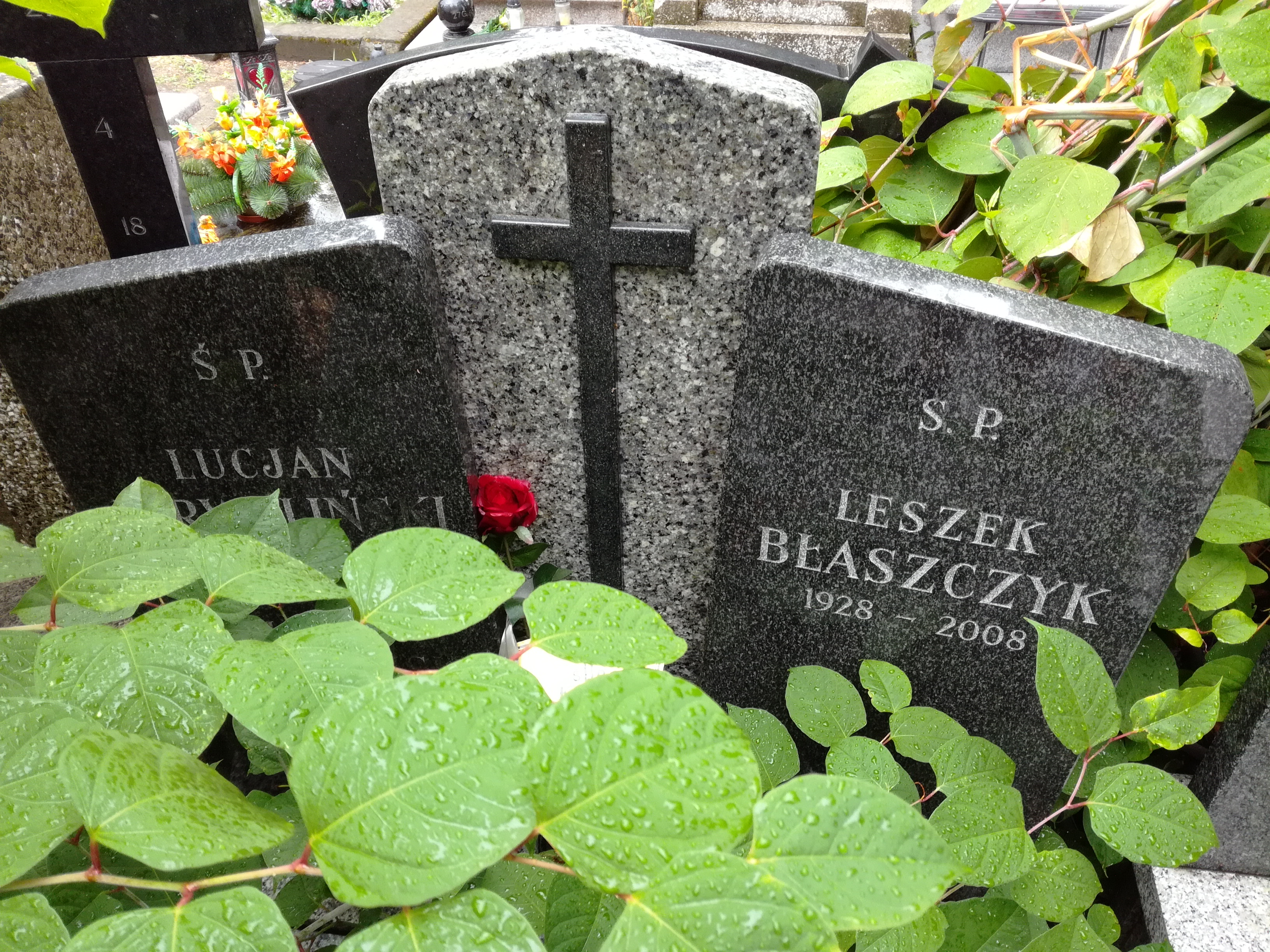
Grób Leszka Błaszczyka na cmentarzu Bródnowskim

Leszek Stefan Błaszczyk (ur. 14 lipca 1928 w Łodzi, zm. 27 kwietnia 2008 w Warszawie) – polski dziennikarz, propagator sportów wodnych.

## Życiorys
W latach 1964–1989 był redaktorem naczelnym miesięcznika „Żagle”, pisał reportaże i felietony o tematyce żeglarskiej. Po przejściu na emeryturę, nadal współpracował z redakcją, m.in. uczestnicząc w jury Nagrody im. Leonida Teligi. Poza pracą dziennikarską należał do grona propagatorów sportów wodnych, szczególnie żeglarstwa morskiego. Przypisuje się mu rozpowszechnienie w Polsce windsurfingu.
Pochowany na cmentarzu Bródnowskim w Warszawie (kwatera 27G, rząd 3, grób 17)